# Hacıdervişler, Bayramiç
Hacıdervişler là một xã thuộc huyện Bayramiç, tỉnh Çanakkale, Thổ Nhĩ Kỳ. Dân số thời điểm năm 2011 là 93 người.